# Hydrangea jelskii
Hydrangea jelskii är en hortensiaväxtart som beskrevs av Szyszyl. Hydrangea jelskii ingår i släktet hortensior, och familjen hortensiaväxter. Inga underarter finns listade i Catalogue of Life.